# Dinis Samuel
Dinis Samuel (em Inglês Dennis Samuel) ComNSC (1 de Outubro de 1782 - 1858) foi um banqueiro britânico.

## Biografia
Súbdito Britânico de Sua Majestade Britânica, Banqueiro na praça da cidade de Londres, Comendador da Imperial Ordem da Rosa, do Brasil, e Comendador da Ordem de Nossa Senhora da Conceição de Vila Viçosa, de Portugal.
O título de 1.º Barão de Dinis Samuel, em sua vida, foi-lhe concedido por Decreto de 14 de Setembro e Carta de 27 de Novembro de 1855 de D. Pedro V de Portugal, durante a Regência de D. Fernando II de Portugal. Brasão de Armas de Mercê Nova, concedido por Carta de D. Pedro V de Portugal de 26 de Setembro de 1856: esquartelado, o 1.º e o 4.º de azul, três flores de ouro postas em roquete e no centro um leão de ouro, o 2.º e o 3.º de vermelho, uma cruz de prata carregada no centro com uma rosade vermelho, e nos vãos 1.º e 4.º um leão de prata e nos vãos 2.º e 3.º uma águia de prata; dois timbres: o 1.º, um leão de ouro, sainte duma coroa mural de azul, coroado de ouro e empunhando uma maça do mesmo, o 2.º, uma águia de prata, assente sobre um rolo de prata e vermelho, coroada de ouro; coroa de Barão; suportes: à direita, um leão de ouro coroado do mesmo, à esquerda, uma águia de prata coroada de ouro; por baixo do escudo, uma fita com a legenda «Habent Sua Sidera Reges»; diferença: uma brica de prata com a condecoração da Imperial Ordem da Rosa, do Brasil.
Era da família dos Baronetes Samuel, no Baronetado do Reino Unido e dos Barões Mancroft, no Pariato do Reino Unido.

## Casamento e descendência
Casou a 10 de Dezembro de 1834 com sua parente Amélia Samuel (em Inglês Amelia Samuel), filha de S. M. Samuel e de sua mulher D. E. R. Samuel, da qual teve, pelo menos, um filho, talvez único: 
- Artur Samuel (em Inglês, Arthur Samuel) (31 de Janeiro de 1837 - ?), Representante do Título de Barão de Dinis Samuel, sem mais notícias[1][2]